# Grand Prix du Sud-Ouest
Le Grand Prix du Sud-Ouest est une course hippique de trot attelé se déroulant au mois d'octobre depuis 2012 (elle se déroulait auparavant au mois d'avril). Cette épreuve itinérante se dispute tour à tour à Bordeaux (hippodrome du Bouscat), Beaumont-de-Lomagne (hippodrome de Borde-Vieille), Agen (hippodrome de la Garenne) ou Toulouse (hippodrome de la Cépière). Créée en 1978, c'est une course internationale de Groupe II réservée aux chevaux de 4 à 11 ans, les 4 à 8 ans ayant gagné au moins 72 000 €, les 9 à 11 ans 130 000 €. L'allocation s'élève à 200 000 €, dont 90 000 € pour le vainqueur.

## Palmarès
| Année    | Vainqueur          | S/A  | Pays       | Père               | Driver                | Deuxième           | Troisième          | Distance | Réd.km |
| -------- | ------------------ | ---- | ---------- | ------------------ | --------------------- | ------------------ | ------------------ | -------- | ------ |
| 2024 (1) | Émeraude de Bais   | F.10 | France     | Repeat Love        | Franck Nivard         | Elvis du Vallon    | Just Love You      | 2 575 m  | 1'12"  |
| 2023 (2) | Gaspar de Brion    | M.7  | France     | Singalo            | Matthieu Abrivard     | Élie de Beaufour   | Fakir de Mahey     | 2 750 m  | 1'14"2 |
| 2022 (3) | Idao de Tillard    | M.4  | France     | Sévérino           | Clément Duvaldestin   | Cash du Rib        | Ce Bello Romain    | 2 550 m  | 1'12"5 |
| 2021 (4) | Cleangame          | H.9  | France     | Ouragan de Celland | Jean-Michel Bazire    | Rebella Matters    | Ce Bello Romain    | 2 400 m  | 1'12"1 |
| 2020 (1) | Bugsy Malone       | H.9  | France     | Ready Cash         | Yoann Lebourgeois     | Dreambreaker       | Ce Bello Romain    | 2 575 m  | 1'11"5 |
| 2019 (2) | Cleangame          | H.7  | France     | Ouragan de Celland | Jean-Michel Bazire    | Balbir             | Bilooka du Boscail | 2 750 m  | 1'14"5 |
| 2018 (3) | Aubrion du Gers    | H.8  | France     | Memphis du Rib     | Jean-Michel Bazire    | Carat Williams     | Aribo Mix          | 2 550 m  | 1'12"7 |
| 2017 (4) | Aubrion du Gers    | H.7  | France     | Memphis du Rib     | Jean-Michel Bazire    | Anna Mix           | Billie de Montfort | 2 400 m  | 1'12"9 |
| 2016 (1) | Timoko             | M.9  | France     | Imoko              | Björn Goop            | Bird Parker        | Ave Avis           | 2 575 m  | 1'11"6 |
| 2015 (2) | Pascia'Lest        | M.6  | Italie     | Varenne            | Yann Lorin            | Roi du Lupin       | El Mago Pellini    | 2 150 m  | 1'13"6 |
| 2014 (3) | Swedishman         | H.8  | France     | Gogo               | Franck Nivard         | Roi du Lupin       | Kadett CD          | 2 550 m  | 1'14"2 |
| 2013 (4) | Timoko             | M.6  | France     | Imoko              | Jos Verbeeck          | Ru de l'Airou      | Sanity             | 2 400 m  | 1'13"5 |
| 2012 (1) | Roi du Lupin       | H.7  | France     | Fleuron Perrine    | Anthony Barrier       | Save The Quick     | Commander Crowe    | 2 575 m  | 1'12"9 |
| 2011 (2) | Wishing Stone      | M.4  | États-Unis | Conway Hall        | Franck Nivard         | Nouba du Saptel    | Prince Charmant    | 2 150 m  | 1'15"  |
| 2010 (3) | Nimrod Boréalis    | H.9  | France     | Arnaqueur          | M. Abrivard           | Quaker Jet         | Nino le Blond      | 2 550 m  | 1'14"1 |
| 2009 (4) | Igor Font          | M.5  | Italie     | Andover Hall       | Jean-Michel Bazire    | Offshore Dream     | Olga du Biwetz     | 2 375 m  | 1'14"1 |
| 2008 (1) | Opal Viking        | M.8  | Suède      | Turnpike Taylor    | Jorma Kontio          | Glen Cronos        | L'Océan d'Urfist   | 2 575 m  | 1'15"3 |
| 2007 (2) | Niky               | M.6  | France     | Viking's Way       | L.C.Abrivard          | Morydiem           | Lupin de l'Odon    | 2 150 m  | 1'13"9 |
| 2006 (3) | Jardy              | M.9  | France     | Cygnus d'Odyssée   | Jean-Michel Bazire    | Kito du Vivier     | Java Darche        | 2 850 m  | 1'13"9 |
| 2005 (4) | Västerbo Daylight  | F.8  | Suède      | Spotlite Lobell    | Ake Svanstedt         | Ilster d'Espiens   | Hilda Zonett       | 2 375 m  | 1'12"3 |
| 2004 (1) | Général du Lupin   | H.10 | France     | Lutin d'Isigny     | Jean-Michel Bazire    | Jalba du Pont      | Isis Brennoise     | 2 575 m  | 1'14"2 |
| 2003 (2) | Gigant Neo         | M.5  | Suède      | Super Arnie        | Jean-Michel Bazire    | Fan Idole          | Jasoda             | 2 150 m  | 1'17"3 |
| 2002 (4) | Jackhammer         | M.8  | Suède      | Demilo Hanover     | Ulf Nordin            | Giesolo de Lou     | Itou Jim           | 2 375 m  | 1'13"3 |
| 2001 (1) | Jackhammer         | M.7  | Suède      | Demilo Hanover     | Ulf Nordin            | Giesolo de Lou     | Fan Idole          | 2 575 m  | 1'14"8 |
| 2000 (2) | Remington Crown    | M.6  | Suède      | Lord of All        | Jorma Kontio          | Général du Pommeau | Fan Idole          | 1 609 m  | 1'15"5 |
| 1999 (1) | Général du Pommeau | M.5  | France     | Sébrazac           | Jules Lepennetier     | Louise Laukko      | Desko              | 2 575 m  | 1'15"7 |
| 1998 (2) | Huxtable Hornline  | M.7  | Suède      | Sherwood           | Anders Lindqvist      | Paparazzy          | Dryade des Bois    | 2 150 m  | 1'17"1 |
| 1997 (1) | Abricot du Laudot  | M.9  | France     | Nicos du Vivier    | Jacques-Henri Treich  | Paparazzy          | Activity           | 2 525 m  | 1'15"2 |
| 1996 (4) | Houston Laukko     | M.8  | Finlande   | Choctaw Brave      | Jorma Kontio          | Derby du Gîte      | Vénus de Foliot    | 2 400 m  | 1'16"5 |
| 1995 (3) | Abo Volo           | M.7  | France     | Lurabo             | Jos Verbeeck          | Houston Laukko     | Vrai Lutin         | 2 450 m  | 1'14"7 |
| 1994 (4) | Arnaqueur          | M.6  | France     | Fakir du Vivier    | Karim Hawas           | Abo Volo           | Bahama             | 2 400 m  | 1'18"3 |
| 1993 (1) | Sea Cove           | M.7  | Canada     | Bonefish           | Jos Verbeeck          | Vrai Lutin         | Ulster du Cadran   | 2 000 m  | 1'14"2 |
| 1992 (2) | Atas Fighter L     | M.7  | États-Unis | Quick Pay          | T. Jansson            | Sun Valse          | Vittorio           | 2 200 m  | 1'17"  |
| 1991 (3) | Rêve d'Udon        | M.8  | France     | Éjakval            | Yves Dreux            | Seddouk Super      | Quatalinska        | 2 450 m  | 1'15"4 |
| 1990 (4) | Pussy Cat          | F.9  | France     | Firstly            | Jean Raffin           | Tabac Blond        | Quiradol d'Hilly   | 2 400 m  | 1'15"2 |
| 1989 (1) | Potin d'Amour      | M.8  | France     | Chambon P          | Jan Kruithof          | Pussy Cat          | Péléo de Buftizon  | 2 000 m  | 1'15"8 |
| 1988 (2) | Potin d'Amour      | M.7  | France     | Chambon P          | Jan Kruithof          | Quartz             | Mack the Knife     | 2 000 m  | 1'15"8 |
| 1987 (4) | Ourasi             | M.7  | France     | Greyhound          | Jean-René Gougeon     | Olympio de Corseul | Permissionnaire    | 2 200 m  | 1'17"  |
| 1986 (3) | Ogorek             | M.6  | France     | Borgia III         | Michel Roussel        | Nobody de Retz     | Nodesso            | 2 450 m  | 1'19"7 |
| 1985 (1) | Lutin d'Isigny     | M.8  | France     | Firstly            | Jean-Paul André       | Solo Hagen         | Opprimé            | 2 475 m  | 1'16"1 |
| 1984 (2) | Lurabo             | M.7  | France     | Ura                | Michel-Marcel Gougeon | Lutin d'Isigny     | Mon Tourbillon     | 2 200 m  | 1'16"3 |
| 1983 (3) | Ianthin            | M.9  | France     | Vésuve T           | Paul Delanoë          | Idéal du Gazeau    | Spice Island       | 2 450 m  | 1'17"6 |
| 1982 (4) | Idéal du Gazeau    | M.8  | France     | Alexis III         | Eugène Lefèvre        | Ianthin            | Khali de Vrie      | 2 400 m  | 1'17"2 |
| 1981 (1) | Idéal du Gazeau    | M.7  | France     | Alexis III         | Eugène Lefèvre        | Ianthin            | Istraeki           | 2 450 m  | 1'16"0 |
| 1980 (2) | Idéal du Gazeau    | M.7  | France     | Alexis III         | Eugène Lefèvre        | Jorky              | Hillion Brillouard | 2 200 m  | 1'16"3 |
| 1979 (3) | Éléazar            | M.9  | France     | Kerjacques         | Léopold Verroken      | Hadol du Vivier    | High Echelon       | 2 450 m  | 1'18"4 |
| 1978 (4) | Éléazar            | M.8  | France     | Kerjacques         | Léopold Verroken      | Hadol du Vivier    | Éjakval            | 2 400 m  | 1'17"  |

- (1) Couru à Agen
- (2) Couru à Toulouse
- (3) Couru à Bordeaux
- (4) Couru à Beaumont-de-Lomagne

## Sources
- Pour les conditions de course et les dernières années du palmarès : site de la SETF
- Pour les courses plus anciennes : archives des quotidiens  (Ouest-France, Sud-Ouest…)